# ジャック・ザ・ストリッパー
ジャック・ザ・ストリッパー（英語: Jack the Stripper、和訳: 剥ぎ取りジャック）とは、1964年から1965年にかけてイングランドのロンドンで起きた連続殺人事件の犯人である。被害者は全員売春婦であり、遺体は服を脱がされた状態でテムズ川の中やその付近で発見された。これにより、報道を通じて「ジャック・ザ・リッパー」をもじったあだ名がつけられた。この事件よりも前に起こった1959年と1963年の殺人事件もこの人物が関与しているとする説もある。この事件は「ハマースミス裸体殺人事件」 (英: Hammersmith nude murders) とも呼ばれる。
メディアからの関心を集め、スコットランドヤード史上最大級の規模で犯人が捜査されたが、事件は未解決である。

## 被害者

### エリザベス・フィッグ
1959年6月17日午前5時10分、フィッグの遺体が日常業務でチジックにあるデュークス・メドーズを巡視していた警察官によって発見された。この場所はテムズ川の北岸にある。恋人同士が二人きりになれる場所として評判があるところで、売春婦が客を連れてくることでも知られていた。
フィッグの遺体はバーンズ橋から西におよそ180メートルのところにある、ダン・メイソン・ドライブと川の曳船道の間の低木で覆われた場所で見つかった。衣服の腰の部分が切り裂かれ、胸があらわになっていた。首には絞められた痕がついていた。下着と靴はなくなっており、身元の確認できるものや所有物も見つからなかった。病理学者は6月17日の午前0時から午前2時の間に死亡したという結論を下した。
死後に撮影した顔の写真を報道機関に配布したところ、フィッグの同居人と母親がそれを認知した。
川床を含めてその地域を広範囲に捜索したが、フィッグの下着や黒いスチレットヒール、白いハンドバッグは発見できなかった。警察は、フィッグを殺害したのは客であり、靴や下着を脱いだ後に車の中で殺されたと推測した。下着や靴、ハンドバッグは遺体をデュークス・メドーズで処分した後も車に残していると考えた。フィッグの遺体の発見現場から川を挟んだところにある酒場の経営者は、殺人があった夜の午前0時5分に自分と妻がその場所に駐車する車のヘッドライトを見たと発言した。2人はヘッドライドが切れて間もなく、女性の絶叫を聞いたという。

### グウィネス・リース
1963年11月8日、リースの遺体がモートレイクのタウンミード・ロードにあるバーンズ区議会家庭ごみ処分場で発見された。このごみ捨て場はテムズ川の曳船道から40メートル弱のところにあり、デュークス・メドーズからは約1.5キロメートル離れている。
リースは全裸の状態で見つかったが、右脚にのみストッキングを履いていた。ストッキングは足首より上には伸ばされていなかった。労働者がごみをシャベルでならしていたときに首をはねられてしまったという。

### ハンナ・テールフォード
1964年2月2日、テールフォードの遺体がテムズ川の水辺で発見された。その場所はリンデンハウス (ロンドン・コリンシアン・セーリング・クラブのクラブハウス) の下の方であり、ハマースミス橋の西の方でもある。テールフォードは首を絞められており、いくつかの歯がなくなっていた。身につけていた下着が喉に押し込まれていた。

### アイリーン・ロックウッド
1964年4月8日、ロックウッドの遺体がチジックのコーニー・リーチにあるテムズ川の水辺で発見された。その場所はテールフォードの遺体が発見された場所からそれほど遠くないところだった。この3人目の被害者の発見により、警察は連続殺人犯が野放しになっていることを認識した。ロックウッドは死亡時に妊娠していた。

### ヘレン・バーセレミー
1964年4月24日、バーセレミーの遺体がブレントフォードにあるボストン・マナー・ロード199番地の後方の小道で発見された。捜査によりこの事件で最初の確実な証拠である、自動車製造に使用される塗料の微小片が発見された。警察は塗料がおそらく殺人者の職場に由来すると考えた。そこで、その出所の探索に焦点を置いたところ、近場の店に突き当たった。

### メアリー・フレミング
1964年7月14日、フレミングの遺体がチジックのベリーミード・ロード48番地の外れで発見された。再び塗料の粒が遺体に付着しているのが発見された。多くの近隣住民が、遺体が発見される直前に車が通りをバックする音を聞いた。

### フランシス・ブラウン
生前のブラウンが最後に目撃されたのは1964年10月23日のことだった。同業者が客の車に入るのを目撃していた。11月25日に遺体がケンジントンのホーントン・ストリートにある自動車駐車場で発見された。ブラウンは首を絞められていた。前述の同業者の証言により、モンタージュ写真を作ることに成功し、車の説明も得られた。車は灰色で、フォードのゼファーという車種と考えられた。ブラウンはプロヒューモ事件に関するスティーブン・ウォードの1963年7月の裁判で、被告側の証人としてクリスティーン・キーラーやマンディ・ライス＝デーヴィスとともに証言した人物でもあった。

### ブリジェット・オハラ
1965年2月16日、アイルランド移民のオハラの遺体がアクトンにあるヘロン工業団地の後方の物置近くで発見された。オハラは1月11日から失踪していた。再びオハラの遺体から工業用塗料の微小片が見つかり、その出所を探したところ、遺体の発見された場所の近くの変圧器に突き当たった。遺体には暖かい環境に置かれていた形跡もあった。件の変圧器は塗料や熱を帯びていることがよく一致していた。

## 捜査
スコットランドヤードのジョン・デュ・ローズ (英: John Du Rose) 警視がこの事件を担当し、約7千人の被疑者を尋問した。
1965年の春、数名の被害者の遺体から回収された塗料と完全に一致する試料が、アクトンにあるヘロン工業団地の建物の後方に人目に隠れて設置されていた変圧器の下から発見され、事件の捜査が大きく進展した。この工業団地は塗料の吹き付けを行う店に面していた。それから間もなく、デュ・ローズは記者会見を開き、警察は被疑者を20人に狭めており、消去法によって被疑者を捜査から除去していると偽って告知した。それからすぐに、被疑者は10人のみになったと告知し、その後に3人となった。最初の記者会見以降、犯人による新たな犯罪は知られていない。
著述家のアンソニー・サマーズ (英: Anthony Summers) によれば、ハンナ・テールフォードとフランシス・ブラウン、つまりは3番目と7番目の犠牲者の2人は1963年のプロヒューモ事件と末梢的に関係していたらしい。被害者の中には地下の集まりの場に携わり、ポルノグラフィ映画に出演した者もいるという。数名の著述家は、被害者たちは互いを知っていたかもしれず、殺人者もこのような場でつながりがあった可能性があると主張している。

## 被疑者

### ケネス・アーチボルド
1964年4月27日、ホランド・パーク・ローンテニス・クラブの管理人を勤める54歳のケネス・アーチボルド (英: Kenneth Archibald) はノッティング・ヒル警察署を訪れ、アイリーン・ロックウッドの殺害を告白した。アーチボルドはすぐに逮捕・起訴され、中央刑事裁判所においてバジル・ニールド判事の下で裁判にかけられた。アーチボルドは自白を翻して無罪を主張した。結局、アーチボルドと犯行を結びつける証拠は本人の自白以外になかったため、裁判は1964年6月23日、陪審の無罪評決によって終了した。

### マンゴー・アイルランド
デュ・ローズが最も怪しいと思っていた被疑者は、マンゴー・アイルランド (英: Mungo Ireland) と呼ばれる警備員だった。デュ・ローズが最初に1970年のBBCによるインタビューで、正業に就いた既婚者で40代の男性と言及した人物のことである。「ビッグ・ジョン」 (英: Big John) というコードネームが与えられていた。ブリジェット・オハラの殺害から間もなく、アイルランドは被疑者と見なされていたようである。工業用塗料の微小片の出所がヘロン工業団地であると突き止められたが、アイルランドはそこで警備員として働いていた。
このつながりが判明してすぐ、アイルランドは一酸化炭素中毒で自殺した。妻に手紙を残しており、その手紙には"I can't stick it any longer" (直訳すると「もう耐えられない」) と書かれていた。終わりには"To save you and the police looking for me I'll be in the garage" (直訳すると「あなたと警察が私を探す手間を省くために書いておく。私は車庫にいる」) とあった。多くの人から強い疑いをかけられていたが、後年の調査でアイルランドはオハラが殺されたときにスコットランドにいたと判明したため、容疑者から外れた。

### フレディー・ミルズ
2001年、元ギャングのジミー・ティペット・ジュニア (英: Jimmy Tippett, Jr.) は、ロンドンの犯罪組織についての著書の執筆のために調査を行った。その際に、イギリスのライトヘビー級ボクシングチャンピオンのフレディー・ミルズ (英: Freddie Mills) がこの事件の犯人であることを示す情報を見つけたと発言した。ティペットは、犯罪に関する世界の著名な人物やスコットランドヤードの古参の警察官と話をして、ミルズが殺人犯であると確信したと述べた。ティペットによれば、ミルズは苦痛を与えるのを楽しむ性格を持つサディストであり、クレイ兄弟の時代のギャングたちは、チャーリー・リチャードソンやフランキー・フレーザーも含め、長年ミルズが犯人ではないかと疑ってきたという。
以前に、南ロンドンのバラム出身のジャーナリストであるピーター・ニール (英: Peter Neale) も、ミルズがこの事件と関係があると考えていた。1972年7月に、ニールは現役の警部からミルズが売春婦たちを裸にして殺したという情報を受け取ったと警察に内密に伝えた。ニールはこのことはウエスト・エンドでは常識であるとも語っている。
1965年7月、ミルズは自身の車の中で銃撃を受けた状態で発見されており、自殺したと見られている。
ミルズがこの事件の犯人であるという説はギャングのフランキー・フレーザーに由来し、フレーザーは警察官のボブ・ベリー (英: Bob Berry) にこの説を伝えた。ベリーはザ・サンの犯罪担当の記者のマイケル・リッチフィールド (英: Michael Litchfield) にこの説を伝えた。フレーザーはこの話はミルズがスコットランドヤードの警視正ジョン・デュ・ローズに告白したことであり、自分へはデュ・ローズから伝えられたと主張した。しかし、デュ・ローズがこの殺人事件について触れた自叙伝を出版したとき、この事件に関してミルズのことを言及しなかった。ピーター・マッキンズ (英: Peter McInnes) は捜査官にこの説を話したが、捜査官は捜査の間にミルズが被疑者になったことはないと述べた。

### ロンドン警視庁警察官
作家のデヴィッド・シーブルック (英: David Seabrook) が2006年の著書Jack of Jumpsで、この事件を捜査していた数名の古参の刑事がロンドン警視庁のある元刑事を被疑者と見なしていたと記した。以前にザ・サンの記者のオーエン・サマーズ (英: Owen Summers) は、1972年に発行された新聞の一連の記事において、ある名前を伏せられた警察官が事件に関係しているという疑いを抱いていたと記した。デイリー・ミラーの記者のブライアン・マッコーネル (英: Brian McConnell) も1974年の著書Found Naked and Deadにおいて同様の調査を行っている。ロンドン警視庁の元刑事のディック・カービィ (英: Dick Kirby) も2016年の著書Laid Bare: The Nude Murders and the Hunt for 'Jack the Stripperにおいて同様の見解を記しており、その警察官をただ"the Cop" (日: 警官) とだけ呼称していた。

### トミー・バトラー
ジミー・エヴァンズ (英: Jimmy Evans) とマーティン・ショート (英: Martin Short) は2002年の著書The Survivorで、ロンドン警視庁特別機動隊のトミー・バトラー (英: Tommy Butler) 警視が犯人という説を記した。バトラーは1970年に死亡している。

### ハロルド・ジョーンズ
クライム・アンド・インベスティゲーションチャンネルのドキュメンタリーFred Dinenage: Murder Casebookで、ウェールズの殺人犯ハロルド・ジョーンズ (英: Harold Jones) がこの事件の犯人の可能性があるという説が出された。ジョーンズは1921年にウェールズの町アバーティラリで2人の少女を殺害した。当時ジョーンズは15歳だったため、不定期刑となった。20年服役したのち、1941年にウォンズワース刑務所から釈放された。釈放後はアバーティラリに戻り、犠牲者の墓を訪れたと見られる。
1947年までジョーンズはロンドンのフラムに住んでいた。ストリッパーの犯行にはジョーンズの犯行と同様の特徴があった。被害者に性的暴行はしていないが、極度に暴力を加えていることである。記録の保管状況が劣悪だったため、警察から被疑者と見なされることはなかった。
作家のニール・ミルキンズ (英: Neil Milkins) も、2011年の著書Who was Jack the Stripper?において、ジョーンズが犯人であるという結論を下している。著書Every Mother's Nightmare執筆のためのジョーンズの調査の際に、ミルキンズは殺人者の行動を追跡した。ジョーンズは1940年代後半にフラムに移ったときにハリー・スティーヴンズ (英: Harry Stevens) と称し、1962年までヘスタークーム・アベニューのその住所に留まっており、1962年に姿を消したという。インターネットでジャック・ザ・ストリッパーの事件に出会った筆者は、その事件はジョーンズが1962年から1965年までのどこにいたか不明の期間に、ジョーンズが直近まで住んでいた西ロンドンの地域で起きていることに気付いたという。
ジョーンズは1971年にハマースミスで死亡している。

## メディアでの扱い
この殺人事件はいくつかのドキュメンタリー番組で主題になっている。
- 24 Hours（英語版） – BBCの番組。ジョン・デュ・ローズ警視正がこの事件についてインタビューを受けた。イギリスで1970年4月2日に放送された。
- Great Crimes and Trials（英語版） – "The Hammersmith Murders"という回でこの事件を扱った。BBCによりイギリスで1993年に最初に放送された。
- Fred Dinenage: Murder Casebook（英語版） – "Murders That Shocked a Nation: The Welsh Child Killer"という回でこの事件を扱った。クライム・アンド・インベスティゲーション（英語版）というチャンネルでイギリスで2011年に最初に放送された。
- Dark Son – 2018年にBBCウェールズとモンスター・フィルムズが制作したドキュメンタリー[68]。コントリビューターには犯罪学者のデヴィッド・ウィルソン（英語版） (英: David Wilson) やThe Hunt For The '60s Ripperの著者である作家のロビン・ジャロッシ (英: Robin Jarossi) が含まれる[69]。

## 創作での扱い
アーサー・ラ・バーン (英: Arthur La Bern) の1969年の犯罪小説Goodbye Piccadilly, Farewell Leicester Squareはおおよそこの事件を元に書かれている。アルフレッド・ヒッチコクの1972年の映画『フレンジー』はこの小説が原作である。同じく1972年の映画The Fiendもこの事件が元となっている。この映画では女嫌いの連続殺人者がロンドン中に裸にされた被害者の遺体を残していく。カティ・アンスワース (英: Cathi Unsworth) の2009年の犯罪小説Bad Penny Bluesもこの事件が元になっている。